# Rodden
Rodden è una frazione della città tedesca di Leuna, nella Sassonia-Anhalt; essa comprende anche la località di Pissen.

## Storia
Rodden costituì un comune autonomo fino al 1º gennaio 2010.